# Leskeadelphus bolivianus
Leskeadelphus bolivianus är en bladmossart som beskrevs av William Russell Buck 1980. Leskeadelphus bolivianus ingår i släktet Leskeadelphus och familjen Leskeaceae. Inga underarter finns listade i Catalogue of Life.